# 布雷克图维尔
布雷克图维尔（法語：Brectouville，法語發音：[bʁɛktuvil]）是法国芒什省的一个旧市镇，属于圣洛区。2016年，布雷克图维尔与临近的3个市镇合并为新市镇托里尼莱维尔。

## 地理
布雷克图维尔（49°1'19"N, 1°1'21"W）面积3.74 平方千米，位于法国诺曼底大区芒什省，该省份为法国西北部沿海省份，西、北、东北三面环大西洋，东起顺时针与卡爾瓦多斯省、奧恩省、马耶讷省和伊勒-维莱讷省接壤。
与布雷克图维尔接壤的市镇（或旧市镇、城区）包括：维尔河畔孔代、栋让、日耶维尔、维尔河畔孔代、特鲁瓦戈。

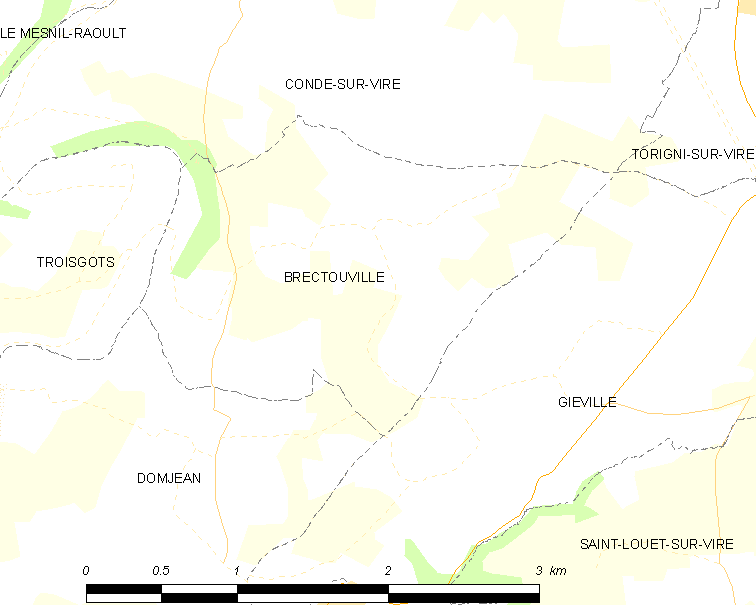
布雷克图维尔的OSM定位图

布雷克图维尔的时区为UTC+01:00、UTC+02:00（夏令时）。

## 行政
布雷克图维尔的邮政编码为50160，INSEE市镇编码为50075。

## 政治
布雷克图维尔所属的省级选区为维尔河畔孔代县。

## 人口

1962-2008年间布雷克图维尔人口变化图示

布雷克图维尔于2018年1月1日时的人口数量为167人。